# Ледерман, Леон Израилевич
Леон Израилевич Ледерман (Леонид; род. 25 мая 1947, Черновцы) — израильский шахматист, международный мастер (1976).
С 1971 живет в Израиле. В составе сборной Израиля участник 22-й Олимпиады (1976) в Хайфе и 7-го командного первенства Европы (1980).

## Изменения рейтинга
| Графики недоступны из-за технических проблем. См. информацию на Фабрикаторе и на mediawiki.org. |